# Marie Moscovici
Marie Moscovici, geb. Bromberg (* 10. Februar 1932 in Paris; † 14. Oktober 2015 in Rueil-Malmaison, Département Hauts-de-Seine) war eine französische Soziologin und Psychoanalytikerin.

## Leben
Da sich die politische Lage (→ Sanacja) in Polen immer weiter verschlechterte, emigrierte die Familie Bromberg 1931 nach Frankreich und ließ sich in Paris (10. Arrondissement) nieder. Die deutsche Besetzung in Paris überlebte die Familie unter falschem Namen. Erst nach der Befreiung von Paris nahm sie ihren eigentlichen Namen wieder an.
Bereits während ihrer Zeit auf dem Collège zeigte sich Moscovici politisch interessiert und im Laufe ihres Studiums trat sie der Parti communiste français bei. Nach ihrem Studium begann sie am Centre national de la recherche scientifique (CNRS). Über ihre Arbeit machte sie die Bekanntschaft des Psychologen Serge Moscovici und heiratete kurze Zeit darauf. Der Politiker Pierre Moscovici ist ihr gemeinsamer Sohn.
Moscovici lehnte die Kolonialpolitik Frankreichs ab und sprach sich gegen die Französische Doktrin (→ Algerienkrieg) aus. Dadurch wurden u. a. Simone de Beauvoir und Maud Mannoni auf sie aufmerksam und am 6. September 1960 unterschrieb sie mit ihnen das Manifest der 121.
Ab 1982 fungierte Moscovici als Herausgeberin der Zeitschrift „L’Écrit du temps“ und blieb dies, bis die Zeitschrift 1988 eingestellt wurde. Als sechs Jahre später die Zeitschrift „L’Inactuel“ gegründet wurde, übernahm Moscovici die Aufgabe als Herausgeberin.
Marie Moscovici starb am 14. Oktober 2015 in Rueil-Malmaison und fand dort auch ihre letzte Ruhestätte.

## Werke (Auswahl)

### Als Autorin
Aufsätze
- Les analystes ne parlent pas beaucoup du silence. In: Silences, Jg. 20 (2004), Seiten 169–177, ISSN 0767-3000
- Les préhistoires. Pour aborder „Totem at Tabou“. In: Revue française de psychanalyse, Bd. 57(1993), Heft 3, Seiten 691–719, ISSN 0035-2942

Bücher
- Il est arrivé quelgue chose. Approches de l’évenement’ (= Petit bibliothèque Payot, 46). Payot, Paris 1991, ISBN 2-228-88341-7 (EA Paris 1989).
- L’ombre de l’object. Sur l’inactualité de la psychanalyse (= La librairie du XXe siècle). Le Seuil, Paris 1990, ISBN 2-02-011473-9.
- Le meurtre de la langue (= Collection sciences humaines). Métailie, Paris 2002, ISBN 2-86424-421-7.

Vorworte
- Lou Andreas-Salomé: L’amour du narcissisme. Textes psychanalytiques. Gallimard, Paris 1980.
- Sigmund Freud: L’homme moïse et la religion monothéiste. Trois essais (Collection Folio/Essaias, 214). Gallimard, Paris 1993, ISBN 2-07-032741-8 (EA Paris 1986)

### Als Übersetzerin
- Géza Róheim: Psychanalyse et anthropologie (= Collection connaissance de l’inconscient). Gallimard, Paris 1967.